# Dmitro Zahul
Dmytró Yúriovich Zahul, en ucraniano: Дмитро́ Ю́рійович Загу́л, (Milíeve cerca de Vízhnitsia, Bucovina, 28 de agosto de 1890 - verano de 1944, en un campo de concentración del Gulag en Kolimá) fue un poeta ucraniano.

## Vida
Zahul procedía de una familia de granjeros de Bucovina y quedó huérfano a una edad temprana. Asistió a la escuela secundaria en Chernivtsí a expensas de su ex maestro de escuela primaria. Como estudiante de filosofía en la Universidad de Chernivtsí, fue expulsado a Rusia en 1915 cuando las tropas rusas se retiraron durante la Primera Guerra Mundial. Pronto logró huir a Ucrania, donde se mantuvo a flote con trabajos casuales. Más tarde se instaló en Kiev.
Escribió sus primeros poemas cuando era estudiante de secundaria. Aparecieron en el periódico Bucovina en 1909. Su primer volumen de poesía, Мережка [Bordado/Deshilado] (1913), pasó casi desapercibido. Como debut se consideró su segundo libro, S zelényh hir [De las montañas verdes] (1918), que fue entendido como una expresión de su Simbolismo y contenía muchos poemas relacionados con la Bucovina. El tercer volumen Na hrani [Al borde] (1919) también iba en esta dirección. Imbuidos de motivos sombríos, místicos y solipsistas, abordaron las cruentas batallas y el caos existencial de la guerra civil. Pero el siguiente volumen, Nash den [Nuestro día] (1925), atestigua una «transformación revolucionaria» del poeta, que comenzó a cantar himnos al nuevo orden social socialista. Esta conformidad culminó en el volumen Motyvy [Motivos] (1927) con estridentes llamamientos y conjuros revolucionarios. Sin embargo, esto no libró a Zahul del estigma de «nacionalista ucraniano», sobre todo porque pertenecía a la organización de escritores Zájidna Ukraína [Ucrania Occidental]. Publicó su almanaque, escribió artículos sobre teoría literaria y tradujo a Schiller, Goethe y especialmente a Heinrich Heine, de quien tradujo casi todos sus poemas al ucraniano (cuatro volúmenes) en la década de 1920.
En 1933, fue arrestado y deportado a un campo de concentración del Gulag en Kolymá. Sin volver a su tierra natal, allí murió en el verano de 1944.
La antología Poézii (1966 y 1990) fue publicada póstumamente.

## Reconocimientos
Por su 100 aniversario, sección de Chernivtsí de la Unión de Escritores de Ucrania y el pueblo de Milíeve dieron un premio literario que lleva el nombre de Dmytró Zahul con motivo de su cumpleaños. Sobre el anterior II gymnasium de Chernivtsí se colocó una placa conmemorativa en su honor. La calle adyacente lleva su nombre.

## Obra (selección)

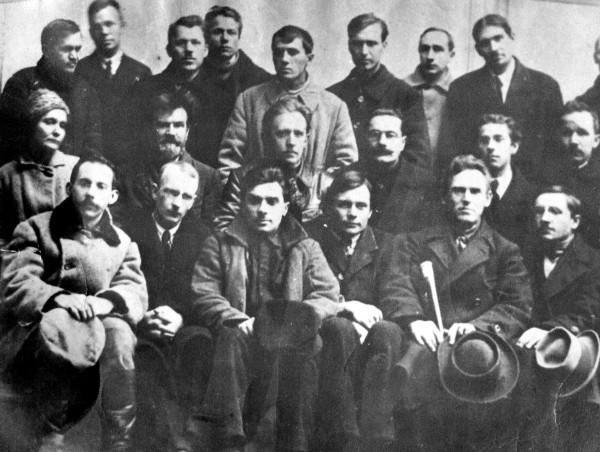
Reunión de artistas de Járkov y Kiev en 1923. De izquierda a derecha. Primera fila: Maksym Rylsky, Yuri Meshenko, Mikola Jvilovi, Maik Yohansen, Hrihori Myjáilov, Myjailo Verikivski. Segunda fila: Natalia Romanóvych, Myjailo Mohilyanski, Vasil Ellan-Blakitni, Serhi Pilipenko, Pavló Tychyna, Pavló Filipóvich. Tercera fila: Dmytró Zahul, Mikola Zerov, Mijailo Drai-Jmara, Hrihori Kosinka, Volodýmyr Sosiura, Teodosi Osmachka, Volodýmyr Koryak, Myjailo Ivchenko

### Antologías poéticas
- Мої думки й пісні [Mis pensamientos y canciones], Chernivtsí (1912)
- Мережка [Bordado/Deshilado], Chernivtsí (1913)
- З зелених гір [De las montañas verdes], Kiev (1918)
- Мара. Памятка червоного терору [Fantasma. Un monumento del Terror Rojo], Kiev (1919)
- На грані [Al borde], Kiev (1919)
- Наш день 1919—1923 [Nuestro día], Járkov (1925)
- Мотиви [Motivos], Kiev (1927)
- Вибране [Obra escogida], Kiev (1961)
- Поезії [Poesías], Kiev (1990)
- Поетика [Poética], Kiev (1923)